# Qiu Yacai
 (septembre 2013).
Qiu Yacai ou Chiu Ya-Ts'Ai (邱亞才), né en 1949 à Taïwan et mort en 2013, est un peintre de figures et de portraits dans un style moderne, taïwanais du XXe siècle.

## Biographie
Depuis 1979 il participe à des expositions collectives et personnelles à Taipei au Centre Américain d'Information culturelle et au Musée d'Histoire.

Il expose également à Hong Kong. Parmi ses expositions quasi annuelles on peut retenir sa participation à:
- Nouvelles Peintures de Taïwan, (Hong Kong, 1984).
- La Nouvelle Peinture de Taïwan, (Taipei, 1985).
- L'Œil de l'esprit, (Institut d'Art Asiatique à New York, 1987).

Taipei lui consacre deux expositions personnelles en 1979 et 1980, au Centre Culturel Américain et au Centre d'Information Américain.

Sa peinture de portraits, par un dessin très linéaire et des aplats de couleurs, semble se référer à la manière de Modigliani.